# Гинцевичи
Ги́нцевичи (бел. Гінцавічы) — деревня в Барановичском районе Брестской области Белоруссии. Входит в состав Новомышского сельсовета. Население — 93 человека (2019).

## История
В 1897 году в Новомышской волости Новогрудского уезда Минской губернии. С 1921 года составе межвоенной Польши, в гмине Новая Мышь Барановичского повета Новогрудского воеводства.
С 1939 года в составе БССР. До 22 марта 1962 года входила в состав Полонковского сельсовета.

## Население
| Численность населения (по переписи) | Численность населения (по переписи) | Численность населения (по переписи) | Численность населения (по переписи) | Численность населения (по переписи) | Численность населения (по переписи) | Численность населения (по переписи) |
| 1897                                | 1909                                | 1921                                | 1970                                | 1999                                | 2009                                | 2019                                |
| ----------------------------------- | ----------------------------------- | ----------------------------------- | ----------------------------------- | ----------------------------------- | ----------------------------------- | ----------------------------------- |
| 437                                 | ↗676                                | ↘258                                | ↗260                                | ↘168                                | ↘130                                | ↘93                                 |